# 네이선 오언스
네이선 오언스(영어: Nathan Owens, 1984년 3월 9일 ~ )는 미국의 배우, 모델, 텔레비전 배우, 영화 프로듀서이다.
샌프란시스코에서 태어났다.

## 방송
- 디비어스 메이드 시즌4
- 디비어스 메이드 시즌3
- 우리 생애 나날들